# Roterij Sabbe
De Roterij Sabbe is een voormalig vlasbedrijf aan de Leiemeersdreef in Kuurne. Deze roterij, opgericht in 1882 door Leo Sabbe, produceerde vlas. Het is waardevol erfgoed van 1,5 ha en is strategisch gelegen in het vlaspark, bij de Leie en de R8. Eind jaren zeventig raakte de werkplaats in onbruik.
Het is een van de meest authentieke vlasroterijen die bewaard is langs de Leie. In 2006 werd ze opgenomen in de inventaris van het onroerend erfgoed als beschermd monument. De werkplaats zelf werd in 2009 bouwkundig erfgoed.

## Geschiedenis
Leo Sabbe bouwde de woning op een onbebouwd perceel. In 1905 werd rechts van de woning een magazijn opgetrokken en in 1906 kwam achter het magazijn een vlasfabriek ("zwingelarij").
In 1912 werd de vlaswerkplaats uitgebreid met een verbindingsvolume tussen het magazijn en de vlasfabriek. Tevens werd een tweede volume achter het magazijn en het woonhuis opgetrokken en een derde volume ten noordwesten van de woning. In 1913 breidde de vlasfabriek uit met een volume ten noorden van het perceel, in 1914 gevolgd door een tweede uitbreiding van de fabriek en het woonhuis.
In 1941 was de fabriek uitgegroeid met magazijnen en de uitbreiding van de zwingelarij. Het bedrijf had toen 27 zwingelmolens en 2 zwingelturbines. De woning uit 1882 werd vernieuwd in de jaren 1920. Achter het woonhuis was er een binnenplaats, die afgezet werd door een ijzeren hek. Achter in de woning was er een conciërgewoning met burelen en aansluitend magazijn.

## Locatie van de roterij
De roterij bevindt zich in het vlaspark op de linker-Leie-oever van Kuurne en is een voorbeeld van een vlaslandschap langs de Leie. Deze plek wordt "De Vallei van de gouden rivier" genoemd.

## Werktuigen
Er was een machinekamer met een stoomketel en stoommachine. De stoommachine, de enige die overbleef in zijn soort, had een horizontale monocilinder en werd gebouwd door de Izegemse firma Dekeirsgieter Frères. Het is een uitzonderlijk exemplaar van het merk Phoenix, met corlisskleppen, een zeldzaam kleppentype bij de Belgische constructeurs. Deze machine is de enige van het merk Phoenix die er nog is in België. Deze machine is een van de voorbeelden uit de bloeiperiode van de Gentse machineconstructeurs, die destijds een wereldwijde faam hadden. De druk van de machine wordt geleverd door een ketel van het cornwalltype met gegolfde vuurhaard gebouwd door Mahy Frères uit Wondelgem. In de machinekamer bevindt zich een gedeeltelijk ontmantelde armgasmotor gebouwd door Deutz.

## Industriële en archeologische waarde
De industrialisering van de vlasproductie kreeg tijdens het Interbellum in de Leiestreek een flinke impuls. Roterij Sabbe is een voorbeeld van een vlasbedrijf uit de jaren 1930, nu bestaande uit een roterij (voorheen ook zwingelarij) en een stoommachine voor het opwekken van elektriciteit. Het gaat om een typevoorbeeld, zowel wat de ligging naast de Leie betreft als wat de typologie van de roterij betreft.
De roterij refereert naar een langdurige fase in de evolutie van de vlasproductie, een fase die vanaf de jaren 1920 tot bloei kwam na de uitvinding van de warmwaterroten door de Wevelgemnaar en uitvinder Constant Vansteenkiste (circa 1906-08).
De stoomketels zijn goed bewaarde voorbeelden van een type met twee vuurhaarden.

## Vlasnijverheid
De site geeft een beeld van de vlasnijverheid. Er zijn typische rootputten, de stoommachines met bijhorende schoorsteen, een paar vlasschuren en een zwingelarij. Rond de gebouwen liggen de droogweiden, waar de typische vlaskapelletjes te drogen werden gezet.
De rootputten werden volgestouwd met vlas en daarna aangevuld met water op ongeveer 32 graden. Zo kwam een rottingsproces op gang dat de textielvezels losmaakte van de houtachtige kern van de vlasstengel. In de zwingelarij werd die stengelkern dan gebroken en werden de houtige pijpjes, ontstaan uit de textielvezels, verwijderd. De pijpjes heetten 'lermen' en de vlassers gebruikten ze als brandstof voor hun stoommachines. Daarom deden stoommachines lang dienst in de vlasnijverheid: er waren nauwelijks stookkosten. Ook roterij Sabbe draaide tot in de jaren zeventig op die brandstof.

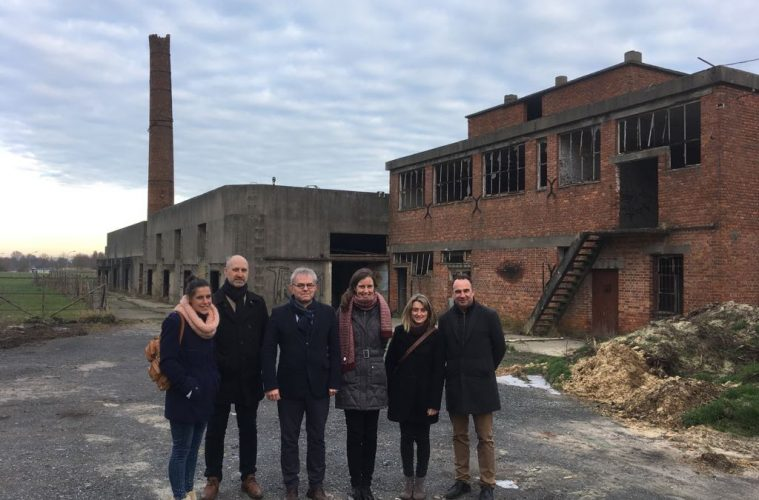
De Roterij met de kopers

## Heden
In 2018 kochten de gemeente Kuurne en de intercommunale Leiedal de vlasroterij aan. De waardevolle erfgoedsite ligt strategisch in het Vlaspark. Dankzij de aankoop kreeg de gemeente de regie in handen om dit monument in ere te herstellen en een nieuwe bestemming te geven, met oog voor cultuur, erfgoed, toerisme en natuurlandschap. Deze aankoop was een stapsteen in de ontwikkeling van het Vlaspark: een bijzonder en open landschap van 30 hectare aan de monding van Heulebeek en de Leie in Kuurne en op fietsafstand van Kortrijk en Harelbeke.
Ondertussen is de vlasroterij opnieuw een bruisende ontmoetingsplaats. Sinds 2020 gaat in eind juni een tweedaags breaks- en technofestival door, genaamd Obscuur. (https://obscuur.be/). Daarnaast kan men er sinds 2023 in juli en augustus terecht, voor een hapje en een drankje én bijhorende idyllische zonsondergang in zomerbar ROOTS (https://www.instagram.com/rootszomerbar/).